# Сарасота (округ)

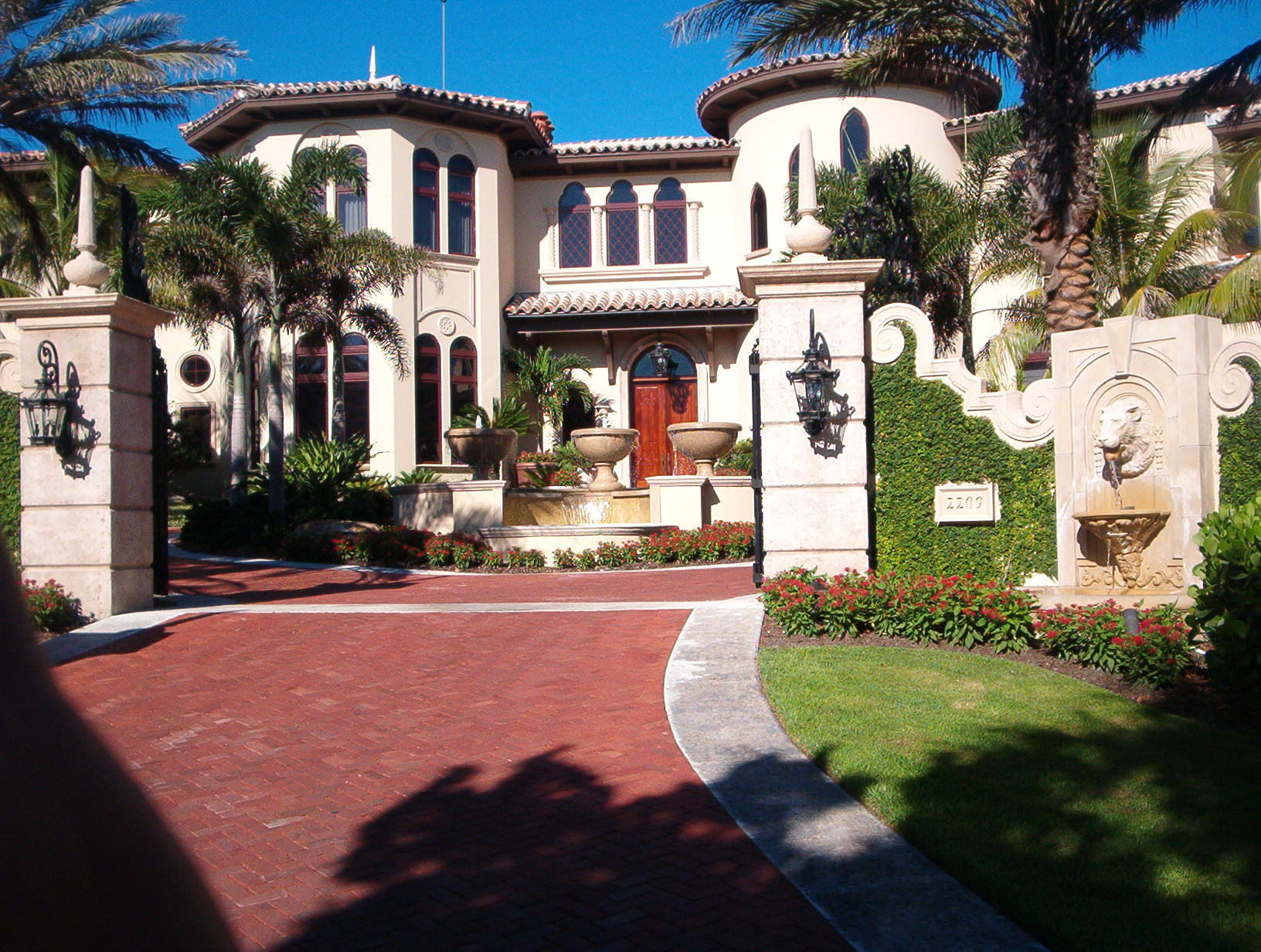
Будинок багатія у Кейсі-Кі

27°10′2″ пн. ш. 82°20′58″ зх. д. / 27.16722° пн. ш. 82.34944° зх. д.
Сарасота — округ у штаті Флорида. Площа 1481 км².
Населення 369,765 тис. осіб (2009 рік). 
Центр округу — місто Сарасота.
Округ виділений 1921 року з округу Манаті.
У окрузі розташовані міста Сарасота, Норт-Порт, Вініс. 
Округ входить до агломерації Сарасоти – Брейдентона.

## Суміжні округи
- Манаті — північ
- Де-Сото — схід
- Шарлотт — південь